# HTL Steyr

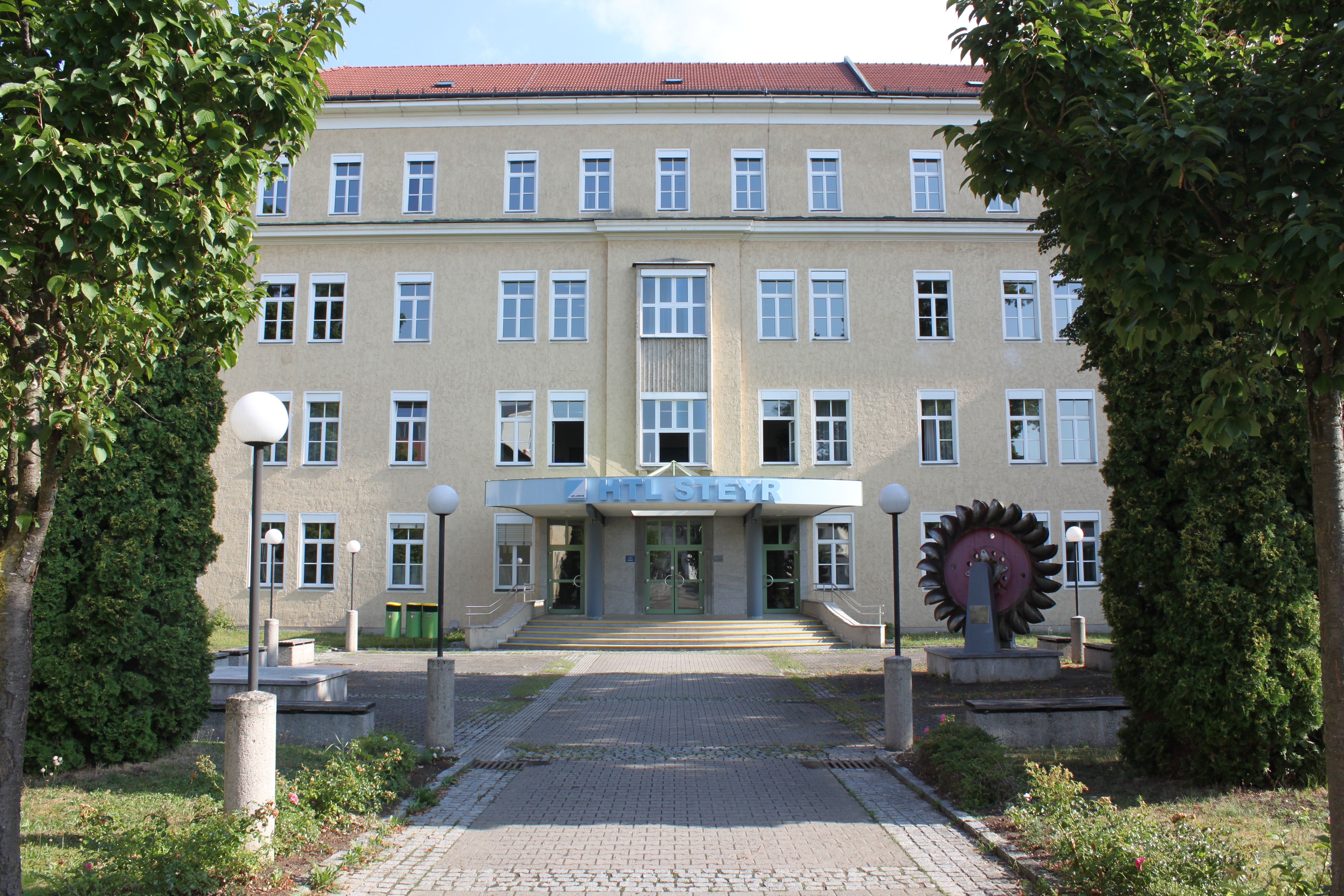
Eingangsfront der HTL Steyr

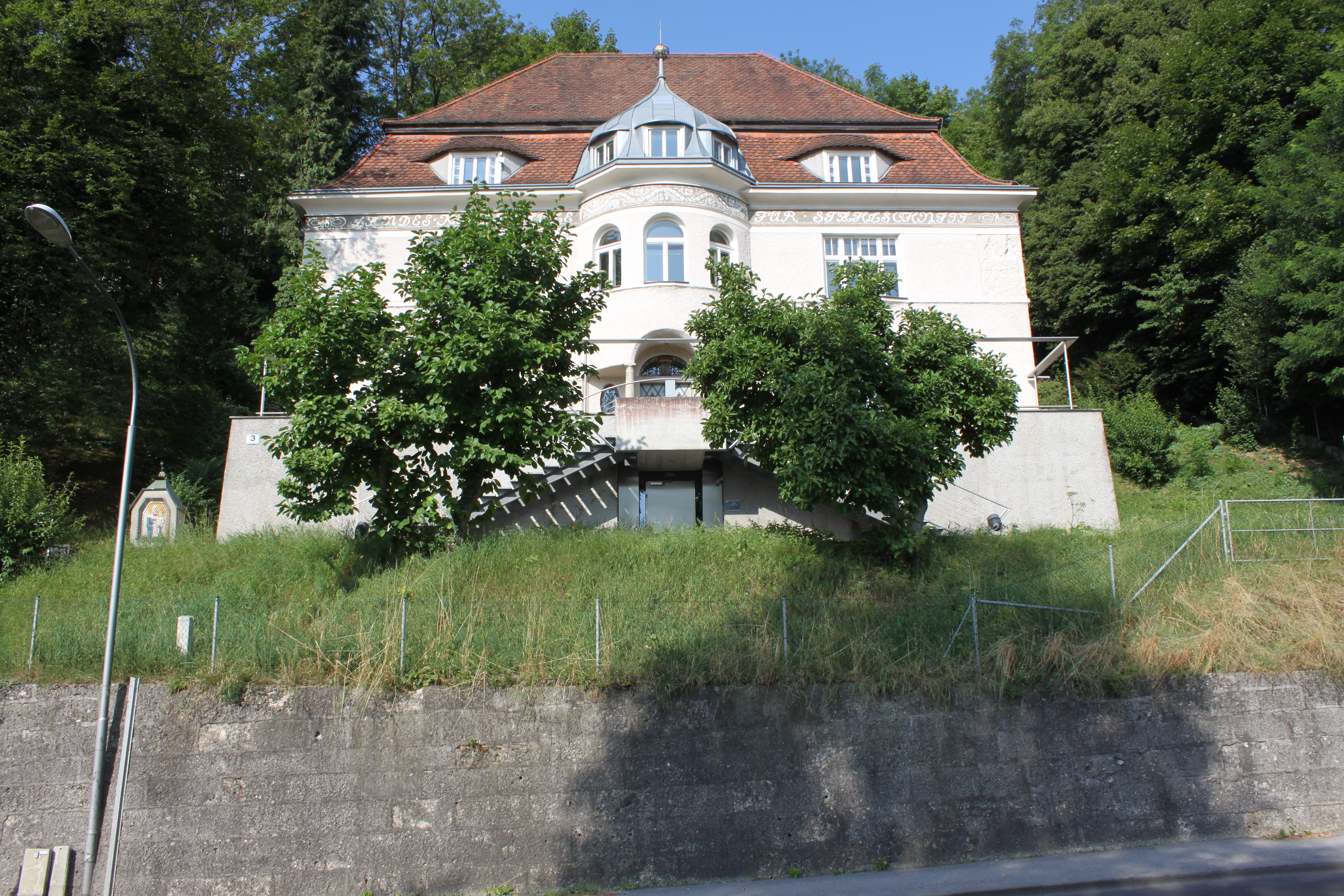
Höhere Abteilung für Kunst und Design in der ehemaligen Werkstatt und Villa vom Metallschneider Michael Blümelhuber (1865–1936)

Die HTL Steyr ist eine Höhere Technische Bundeslehranstalt in der Stadt Steyr in Oberösterreich. Sie ist mit knapp 900 Schülerinnen und Schülern sowie mehr als 120 Lehrpersonen eine der größten Schulen der Region (Stand 2023).

## Geschichte
Die Schule wurde am 8. Februar 1874 als Fachschule für Eisenindustrie im ehemaligen Jesuitenkloster am Michaelerplatz und heutigen Gebäude vom Bundesrealgymnasium Steyr eröffnet. Der Fachschule folgte eine Versuchsanstalt und eine Lehrwerkstätte, welche zur Vereinigten Fachschule und Versuchsanstalt zusammengefasst wurden. Dem folgten die Nennungen Bundeslehranstalt für Eisen- und Stahlbearbeitung, Staatsfachschule, Ingenieurschule, Technisch-gewerbliche Bundesfachschule, Bundesgewerbeschule, bis sie mit dem neuen Schulorganisationsgesetz 1963 zur Höheren Technischen Lehranstalt wurde.
Am 23. September 1883 wurde das neue Schulgebäude in der Schwimmschulstraße eröffnet, welches heute von der BAKIP Steyr genutzt wird.
Auf Grund von Platzmangel suchte man Anfang des 20. Jahrhunderts nach einer neuen Unterrichtsstätte. 1920 wurde die ehemalige Jägerkaserne in der Schlüsselhofgasse 63 dazu entsprechend adaptiert. Am 1. Dezember 1920 fand erstmals ein Theorieunterricht in diesem Gebäude statt. Immer wieder waren bauliche Änderungen nötig, um einen zeitgemäßen Unterricht anbieten zu können. 
Auf Grund des große nationalen als auch internationalen Schülerzustromes wurde 1964 das direkt am Campus situierte Internat eröffnet.
1959 wurde die Herrschaft Villa von Michael Blümelhuber für den Unterricht erworben und für den Unterricht adaptiert. Dieses Gebäude dient heute als Atelier für die Schülerinnen und Schüler der Abteilung für Art and Design. 

## Abteilungen/Fachrichtungen
Die HTL Steyr gliedert sich in fünf höhere Abteilungen sowie eine Fachschule. Die fünfjährigen Höheren Abteilungen führen zum Erwerb der Hochschulreife (Matura), während die vierjährige Fachschule mit einer Abschlussprüfung abgeschlossen wird.

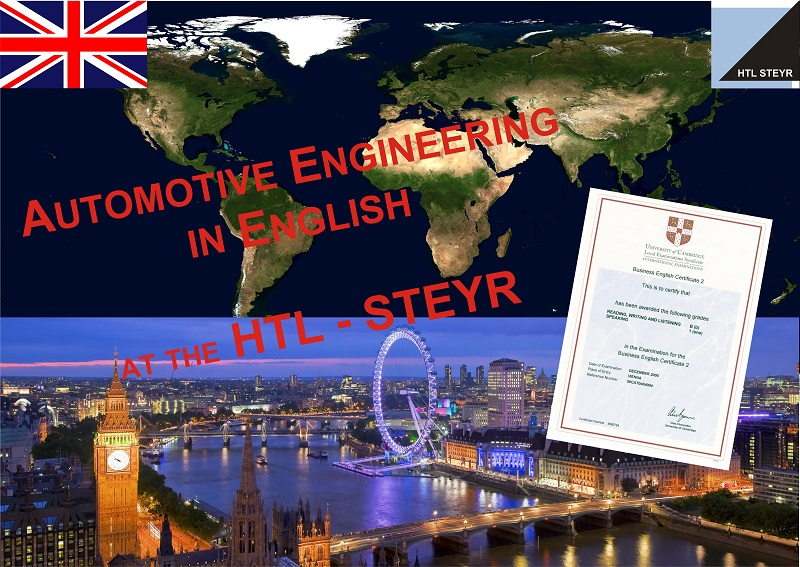
Englischklasse der Abteilung Maschinenbau – Fahrzeugtechnik

### Maschinenbau – Fahrzeugtechnik
- Höhere Abteilung für Maschinenbau - Fahrzeugtechnik
- Fachschule für Maschinenbau - Fahrzeugtechnik

In der Höheren Abteilung für Maschinenbau wird ab dem Schuljahr 2023/24 erstmals der Gegenstand Innovative und smarte Technologien angeboten. Schülerinnen und Schüler können in diesem Gegenstand maturieren.

### Elektronik und Technische Informatik
- Höhere Abteilung für Elektronik & Technische Informatik
  - Multimedia-Systeme & Web IT
  - Energiemanagement & Green IT

### Mechatronik
- Höhere Abteilung für Mechatronik

### Art and Design
- Höhere Abteilung für Art and Design
  - Ausbildungsschwerpunkt Schmuck
  - Ausbildungsschwerpunkt Graviertechnik
  - Ausbildungsschwerpunkt Kunstschmiede und Metallplastik

### Informationstechnologie und Netzwerktechnik
- Höhere Abteilung für Informationstechnologie und Netzwerktechnik (seit 2018)

## Leitung
- 1874–0000 Josef Wurzinger, Professor an der Realschule
- 1878–0000 Franz Fritz Maier
- 1883–0000 Alfred Musil
- Gustav Ritzinger
- 0000–1916 Rudolf Pawlicka
- 1916 Ferdinand Freihofner
- Karl Wolf
- 1933–1938 Josef Haßlinger
- 1938–0000 Rudolf Mitterhauser
- 1945–1949 Josef Haßlinger
- 1949–1963 Robert Hillisch
- 1964–1980 Wilhelm Jurkowski
- 1980–1981 Ferdinand Freihofner
- 1981–1982 Klaus Hamberger
- 1982–2000 Gottfried Ehrenstrasser
- 2000–2001 Horst Untersmayr
- 2001–2022 Franz Reithuber
- seit 2022 Sandra Losbichler

## Lehrpersonen
- Metallplastiker Johann Angerbauer (1929–1977)

## Öffentliche Veranstaltungen

### Tage der offenen Tür
Jährlich im Jänner veranstaltet die HTL Steyr die Tage der offenen Tür, um die Schule vorzustellen. Während dieser Veranstaltung haben Besucher die Möglichkeit, die Werkstätten, Labore und Konstruktionssäle zu besichtigen. Interessenten können zudem am Schauunterricht teilnehmen, um einen Einblick in den Theorieunterricht zu erhalten. Schüler der Abschlussklassen präsentieren Diplomarbeiten und Projekte. Für Führungen durch das Gebäude stehen Schüler der HTL zur Verfügung.

### ÖVK – Vorträge
Im Redtenbachersaal der HTL Steyr finden mehrmals jährlich Vorträge des Österreichischen Vereins für Kraftfahrzeugtechnik statt. Bei diesen Veranstaltungen referieren Experten aus den Bereichen Auto, Motor und Technik über aktuelle Entwicklungen in der Automobilbranche. 

### Kfz-Symposium
Im Frühjahr veranstaltet die HTL Steyr ein mehrtägiges Kfz-Symposium. Referenten aus Wissenschaft und Wirtschaft halten Vorträge über Technik, Innovationen und Trends in der Automobilindustrie und im Maschinenbau. 

### Frühjahrskonzert
Jedes Jahr im Frühjahr trägt das Schulorchester der HTL Steyr das Frühjahrskonzert aus.

## Veranstaltungen für Schüler

### Sommer- und Wintersportwochen
In der 10. Schulstufe haben Schüler je nach Abteilung die Möglichkeit, optional an einer Wintersportwoche teilzunehmen. Zusätzlich findet in der 11. Schulstufe eine Sommersportwoche statt, wahlweise an einen österreichischen See oder in den Bergen. Während dieser Woche können sie Sportarten wie Segeln, Surfen, Tennis, Klettern, Mountainbiken, Raften wählen, um ihre Fähigkeiten in verschiedenen Disziplinen weiterzuentwickeln.

### Sprachwoche
In den 4. Jahrgängen (12. Schulstufe) haben die Schüler die Möglichkeit, an einer Sprachreise teilzunehmen. Diese Sprachreisen führen derzeit entweder nach Malta, Kanada oder England. Während der Reise werden die Schüler von Lehrpersonen begleitet.

### Exkursionen
Die HTL Steyr bietet regelmäßig Exkursionen an. Zu den besuchten Zielen gehören internationale Messen, sowie Industriebetriebe wie Voest-Alpine, BMW und SKF.